# World Football League
Die World Football League (WFL) war 1974 und 1975 eine American-Football-Profiliga in Konkurrenz zur National Football League (NFL). Trotz des Namens waren die Teams nur in den Vereinigten Staaten ansässig, eines davon auf Hawaii. Meist wurden Städte ausgewählt, in denen die NFL nicht präsent war. Um der direkten Konkurrenz von NFL und College Football, die ihre Spiele zu der Zeit fast ausschließlich an Wochenenden austrugen, auszuweichen, wurde an Wochentagen gespielt.
Die NFL, die seit den 1920er Jahren mehrere Konkurrenzligen überlebt und teilweise deren Mannschaften übernommen hat, hatte wiederum eine Intercontinental Football League in Europa geplant, die den Spielbetrieb nie aufnahm. Die Idee wurde aber ab 1991 als World League of American Football/NFL Europe umgesetzt.
Der WFL gelang es, mehrere bekannte NFL-Spieler zu verpflichten. Da die WFL aber außer mit TVS Television Network keinen lukrativen Fernsehvertrag hatte (die Zahl der Sender nahm erst mit Einzug des Kabelfernsehens Anfang der 1980er zu), gab es neben den Stadioneinnahmen wenig TV-Einnahmen, und auch der Bekanntheitsgrad blieb mangels TV-Präsenz beschränkt. Bald konnten die Teams weder Spieler noch Reisekosten bezahlen. Der erste World Bowl wurde trotz widriger Umstände 1974 ausgespielt – die Bezeichnung wurde 1991 von der WLAF wieder aufgenommen. Im Laufe der Saison 1975 wurde der Spielbetrieb eingestellt. Einige der Spieler und Trainer, die sich in der WFL einen Namen gemacht hatten, wechselten in die NFL, so etwa die Head Coaches Lindy Infante, Marty Schottenheimer und Jim Fassel, sowie Danny White als Quarterback zu den Dallas Cowboys.

## Saison 1974
| Eastern Division        |       |    |    |      |
| Team                    | Siege | N. | U. | %    |
| Florida Blazers         | 14    | 6  | 0  | .700 |
| Charlotte Hornets       | 10    | 10 | 0  | .500 |
| Philadelphia Bell       | 9     | 11 | 0  | .450 |
| Jacksonville Sharks     | 4     | 10 | 0  | .286 |
| Central Division        |       |    |    |      |
| Team                    | W     | L  | T  | PCT  |
| Memphis Southmen        | 17    | 3  | 0  | .850 |
| Birmingham Americans    | 15    | 5  | 0  | .750 |
| Chicago Fire            | 7     | 13 | 0  | .350 |
| Detroit Wheels          | 1     | 13 | 0  | .071 |
| Western Division        |       |    |    |      |
| Team                    | W     | L  | T  | PCT  |
| Southern California Sun | 13    | 7  | 0  | .650 |
| The Hawaiians           | 9     | 11 | 0  | .450 |
| Portland Storm          | 7     | 12 | 1  | .375 |
| Shreveport Steamer      | 7     | 12 | 1  | .375 |

Jacksonville und Detroit stellten nach 14 Spielen den Spielbetrieb ein. Der Spielplan wurde so umgestellt, das die geplanten Gegner der beiden Mannschaften gegeneinander spielten. Die Houston Texans zogen nach elf Spielen nach Shreveport, Louisiana um und beendeten die Saison als Shreveport Steamer um. Die New York Stars zogen nach Charlotte, traten ein Spiel als Charlotte Stars und die restlichen sechs Spiele als Charlotte Hornets an. Chicago trat zum letzten Spiel gegen Philadelphia nicht an, das Spiel wurde 0-2 gewertet.

### Viertelfinale
- Hawaiians – Southern California Sun 32:14 (in Anaheim am Mi 20. November 1974)
- Florida Blazers – Philadelphia Bell 18:3 in Orlando am Do 21. November 1974

### Halbfinale
- Birmingham Americans – The Hawaiians 22:19 in Birmingham am Mi 27. November 1974
- Florida Blazers – Memphis Southmen 18:15 in Memphis am Fr 29. November 1974

### World Bowl
Birmingham Americans 22 – Florida Blazers 21 (in Birmingham am Do 5. Dezember 1974)

## Saison 1975
| Eastern Division        |   |   |   |      |
| Team                    | S | N | U | %    |
| Birmingham Vulcans      | 9 | 3 | 0 | .750 |
| Memphis Southmen        | 7 | 4 | 0 | .636 |
| Charlotte Hornets       | 6 | 5 | 0 | .545 |
| Jacksonville Express    | 6 | 5 | 0 | .545 |
| Philadelphia Bell       | 4 | 7 | 0 | .364 |
| Western Division        |   |   |   |      |
| Team                    | W | L | T | PCT  |
| Southern California Sun | 7 | 5 | 0 | .583 |
| San Antonio Wings       | 7 | 6 | 0 | .538 |
| Shreveport Steamer      | 5 | 7 | 0 | .417 |
| The Hawaiians           | 4 | 7 | 0 | .364 |
| Portland Thunder        | 4 | 7 | 0 | .364 |
| Chicago Winds           | 1 | 4 | 0 | .200 |

- Birmingham wurde als Meister 1975 erklärt, als die Liga den Spielbetrieb einstellte

## Teams

### Birmingham (Americans, Vulcans)
Die Birmingham Americans wurden Ende 1973 gegründet. Die Mannschaft spielte im Legion Field, dem Stadion der University of Alabama. Sie verkaufte für die Saison 1974 über 10.000 Dauerkarten und hatte in der Saison den höchsten Zuschauerschnitt der Liga. Sie gewann alle 13 Heimspiele und schließlich den World Bowl. Trotzdem ging das Franchise im März 1975 in Insolvenz. Es wurde durch die Birmingham Vulcans unter neuen Eigentümern ersetzt. Auch das neue Franchise konnte den sportlichen Erfolg und den Zuschauererfolg fortsetzen. Bei Abbruch der Saison 1975 hatte es die meisten Siege und wurde zum Meister erklärt. Von Seiten der Fans wurde danach der Wechsel in die NFL gefordert, was sich jedoch rasch zerschlug.

### Shreveport Steamer (Houston Texans)
Die Houston Texans spielten im Astrodome, dem Stadion des NFL-Franchise Houston Oilers. Nach elf Spielen zog das Team nach Shreveport, Louisiana um und nannte sich Shreveport Steamer. Spielort war das State Fair Stadium, heute Independence Stadium. 

### Memphis Southmen
Die Toronto Northmen sollten die WFL in Kanada vertreten. Die kanadische Regierung bereitete jedoch ein Gesetz vor, dass der kanadischen CFL das Monopol für Football in Kanada zusicherte (welches jedoch nie verabschiedet wurde). Besitzer John F. Bassett, ein kanadischer Multimillionär, zog mit dem Franchise daher nach Memphis, Tennessee und nannte sie Southmen. Spielort war das Liberty Bowl Memorial Stadium.
Der Name Southmen war in Memphis wenig beliebt, die Fans nannten das Team Memphis Grizzlies, nach dem Grizzly im Logo des Teams. Quarterback des Teams war Danny White, der später 13 Jahre für die Dallas Cowboys aktiv war. In der Saison 1974 war das Team das beste der Regular Season, unterlag jedoch im Halbfinale den Florida Blazers knapp mit 15:18. 
Für die Saison 1975 verpflichtete Memphis 1975 mit den Runningbacks Larry Csonka und Jim Kiick sowie Wide Receiver Paul Warfield drei Stars der Miami Dolphins. Bei Abbruch der Saison waren die Southmen das zweitbeste Team der Liga. In ihrem letzten Spiel unterlagen sie mit 0-21 dem Birmingham Vulcans, die nach Abbruch der Saison zum Meister erklärt wurden. 
Das Team aus Memphis war eines der erfolgreicheren Franchises und versuchte nach Ende der WFL, als Memphis Grizzlies der NFL beizutreten. Für 40.000 Saisonkarten wurden bereits Anzahlungen geleistet. Die NFL lehnte das Team jedoch ab. Ein Rechtsstreit zwischen Grizzlies und NFL zog sich bis 1984 hin, bis Bassett, dann Besitzer der Tampa Bay Bandits in der United States Football League die Klage fallen ließ.

### Florida Blazers
E. Joseph Wheeler erwarb 1974 die WFL-Rechte an der Region Washington D.C. Name des Franchise sollte ursprünglich Washington Capitals sein, der Name wurde aber auch von des zeitgleich entstehenden NHL-Expansions-Franchises beansprucht. Neuer Name wurde Ambassadors. Als Spielort war das Robert F. Kennedy Memorial Stadium vorgesehen, in dem auch die Washington Redskins ihre Spiel austrugen, doch dies war finanziell nicht stemmbar. Wheeler suchte erst in Richtung Baltimore, später in Virginia nach passenden Spielorten. Bald wurde jedoch klar, dass Wheeler das Team finanziell nicht tragen konnte. 
Die Liga überzeugte Wheeler, das Franchise an eine Investorengruppe aus Orlando, Florida unter der Führung Rommie Loudd zu verkaufen. Das Team startete also als Florida Blazers in die Saison 1974. Spielort war das Tangerine Bowl in Orlando. Loudd wurde der erste farbige General Manager im US-Sport. Sportlich waren die Blazers erfolgreich, sie führten die Eastern Division mit 14 Siegen bei 6 Niederlagen deutlich an. Nach dem Sieg gegen Philadelphia Bell überraschte man im Halbfinale den Sieger der Regular Season Memphis Southmen. Das Finale verloren die Blazers denkbar knapp mit 21-22.
Wirtschaftlich dagegen hatte das Franchise keinen Erfolg. Der Zuschauerzuspruch war gering. Loudd brachte zur Mitte der Saison einen Umzug nach Atlanta ins Gespräch. Spieler und Trainer wurden drei Monate lang nicht bezahlt. Kurz nach dem World Bowl wurde Loudd verhaftet und wegen Steuerhinterziehung, Verschwörung und Kokainhandel angeklagt. Wegen Kokainhandel wurde er zu drei Jahren Gefängnis verurteilt, die restlichen Vorwürfe wurden fallengelassen.
Das Franchise wurde vom Norman Bevan erworben, einem Bankier aus San Antonio. Dort spielte es 1975 unter dem Namen San Antonio Wings. 

### San Antonio Wings
Die Franchiserechte an den Florida Blazers kaufte Norman Bevan. Das Team spielte in der Saison 1975 als San Antonio Wings im Alamo Stadium in San Antonio, Texas. Die Wings stellten sich ihren Kader im einzigen Expansion Draft zusammen, lediglich 16 Spieler der Blazers wurden übernommen. Manche ehemalige Blazers-Spieler wollten mit der WFL nichts mehr zu tun haben. Die Wings konnten alle sieben Heimspiele gewinnen, verlor aber alle sechs Auswärtsspiele. 

### Weitere
- Chicago Fire 1974/Chicago Winds 1975
- Detroit Wheels 1974
- (Honolulu) The Hawaiians 1974–75
- Jacksonville Sharks 1974/Jacksonville Express 1975
- Boston Bulls/New York Stars 1974/Charlotte Stars 1974/Charlotte Hornets 1974–75
- Philadelphia Bell 1974–75
- Portland Storm 1974/Portland Thunder 1975
- Southern California Sun 1974–75

## Stadien
- Soldier Field, Chicago (1974–75)
- Rynearson Stadium, Detroit (1974)
- Honolulu Stadium (1974)
- Aloha Stadium, Honolulu (1975)
- Gator Bowl Stadium, Jacksonville (1974–75)
- Downing Stadium, New York (1974)
- American Legion Memorial Stadium, Charlotte (1974–75)
- JFK Stadium, Philadelphia (1974–75)
- Franklin Field, Philadelphia (1975)
- Civic Stadium, Portland (1974–75)
- Anaheim Stadium (1974–75)

## Neuauflage (2008–2010)
Ein Unternehmen aus Texas erwarb 2007 die Namensrechte an der World Football League. 2008 wurde der Spielbetrieb als Minor League mit acht Mannschaften aus Texas, Arkansas und Oklahoma begonnen. Die Liga übernahm auch den Begriff World Bowl für das Finale sowie die Zählung, das Finale 2008 war daher der World Bowl II. Sieger wurden die Oklahoma Thunder.
2009 wurde die Liga auf 14 Mannschaften erweitert, es kamen Teams aus Kansas, Nebraska, Louisiana und Iowa hinzu. Erneut gewann die Thunder. 2010 spielte die Liga mit 13 Mannschaften. Die Thunder holten den dritten Titel.
Zur Saison 2011 wechselte Oklahoma Thunder zur Gridiron Developmental Football League. Auch andere Teams verließen die Liga oder wurden aufgelöst. Der Rest fusionierte mit einer anderen Liga zur Alliance Football League. Diese nannte anfangs noch ihr Finale AFL World Bowl.